# Mirage (AriBeatz)
Mirage è un singolo del DJ producer tedesco AriBeatz, pubblicato il 14 aprile 2023.

## Descrizione
Il brano ha visto la partecipazione vocale del cantante portoricano Ozuna, del rapper italiano Sfera Ebbasta e del cantante congolese Maitre Gims.

## Tracce
Testi di Juan Carlos Ozuna Rosado, Gionata Boschetti, Gandhi Djuna, AriBeatz e Christian Tavares, musiche di AriBeatz.
1. Mirage – 3:27

## Classifiche
| Classifica (2023) | Posizione massima |
| ----------------- | ----------------- |
| Francia           | 53                |
| Italia            | 9                 |
| Romania           | 10                |
| Svizzera          | 36                |